# Знак множення
Знак множення (⋅, ×) — математичний знак операції множення.
Знак множення зображують як крапку (⋅), хрестик (×) або (в певних контекстах) зірочку (∗).
Найстаріший з використовуваних символів — хрестик (×). Уперше його використав англійський математик Вільям Отред у своїй праці «Clavis Mathematicae» (1631, Лондон).
Йоганн Ран ввів зірочку (∗) як знак множення. Разом з символом для ділення (÷) вона з'явилася в його книзі «Teutsche Algebra» 1659 р.
Німецький математик Лейбніц негативно ставився до хрестика через його схожість з латинською літерою x і перевагу віддавав крапці (⋅). Цей символ він використовував у листі 1698 року.
Крапку (⋅) і хрестик (×) широко використовуються й досі. Часто невірно замість знака множення (×) застосовують латинську літеру x або кириличну літеру x. В таксономії хрестик (×) використовується як знак гібридного походження. Зірочка (∗) теж використовується зараз, але в певних контекстах:
- Для специфічних операцій (наприклад, згортка або узагальнений оператор).
- ASCII-зірочка (*) широко застосовувався в комп'ютерних системах для позначення множення через його доступність; тепер, з появою Unicode, зʼявилася можливість вводити коректніші знаки (⋅, ×, ∗) замість неї (*); проте вона все ще використовується за традицією, для забезпечення зворотньої сумісності або через простоту набору.

## Кодування
| Точки (⋅ тощо)          |        |                         |                           |           | |
| ⋅                       | U+22C5 | Dot operator            | &#x22C5; &#8901;          | \cdot     | Знак множення |
| ·                       | U+00B7 | Middle dot              | &#xB7; &#183; &middot;    | \cdot     | Типографський знак загального призначення (інтерпункт, десятковий розділювач у волапюк, маркер списку тощо); після появи U+22C5 Dot operator — вже не рекомендується як знак множення.                                          |
| ∙                       | U+2219 | Bullet operator         | &#x2219; &#8729;          | \bullet   | Жирніший варіант U+22C5 Dot operator |
| •                       | U+2022 | Bullet                  | &#x2022; &#8226;          | \bullet   | Жирніший варіант U+00B7 Middle dot |
| Хрестики (×, ⨯, ⨉ тощо) |        |                         |                           |           | |
| ×                       | U+00D7 | Multiplication sign     | &#xD7; &#215; &times;     | \times    | Знак множення |
| ⨯                       | U+2A2F | Vector or cross product | &#x2A2F; &#10799;         | \times    | Знак множення для векторного добутку |
| ⨉                       | U+2A09 | N-ary times operator    | &#x2A09; &#10761;         | \bigtimes | Збільшений знак множення (для декартового добутку) |
| ✕                       | U+2715 | Multiplication X        | &#x2715; &#10005;         |           | Декоративний графічний знак (його вирівняли за розміром інших дингбатів) |
| ✖                       | U+2716 | Heavy multiplication X  | &#x2716; &#10006;         |           | Жирніший варіант U+2715 Multiplication X |
| Зірочки (∗ тощо)        |        |                         |                           |           | |
| ∗                       | U+2217 | Asterisk operator       | &#x2217; &#8727; &lowast; | \ast      | Оператор зірочка (згортка тощо) |
| *                       | U+002A | Asterisk                | &#x2A; &#42;              | *         | Звичайна ASCII-зірочка; за типографією некоректна (невідцентрована), але широко застосовується через легкість введення; також застосовується в програмуванні і інших середовищах, де традиційно дозволялися лише ASCII-символи. |
| Інші                    |        |                         |                           |           | |
| ⁢                        | U+2062 | Invisible times         | &#x2062; &#8290;          |           | Невидимий знак множення; використовується, щоб співмножники не розбивалися на різні рядки, а переносилися разом; див. також word joiner                                                                                         |

Сірим кольором позначені символи, які з тих чи інших причин не є рекомендованими.